# Недвига, Юрий Дмитриевич
Ю́рий Дми́триевич Недви́га (род. 1 мая 1961, Барыш, Ульяновская область) — полковник ФСБ РФ, Герой Российской Федерации (2002).

## Биография
Юрий Дмитриевич Недвига родился 1 мая 1961 года в городе Барыш Ульяновской области. После окончания десяти классов школы поступил на учёбу в Сызранское высшее военное авиационное училище лётчиков, которое окончил в 1982 году. Участвовал в Афганской войне. С ноября 1994 года служил начальником штаба — заместителем командира 27-й отдельной авиационной эскадрильи Федеральной пограничной службы Российской Федерации в Мурманске, затем командиром отряда вертолётной эскадрильи 1-го отдельного транспортного авиационного полка ФПС в Йошкар-Оле, начальником штаба войсковой части в Москве.
С 2000 года Недвига служил начальником штаба — заместителем командира эскадрильи, старшим инспектором-лётчиком по безопасности полётов Управления авиации Федеральной службы безопасности Российской Федерации. Неоднократно командировался на Северный Кавказ, выполнял специальные задания.
Указом Президента Российской Федерации от 14 января 2002 года за «мужество и героизм, проявленные при выполнении специального задания» подполковник Юрий Недвига был удостоен высокого звания Героя Российской Федерации с вручением медали «Золотая Звезда».
В настоящее время полковник Юрий Недвига проживает в Москве, служит ведущим авиационным специалистом Управления авиации Федеральной службы безопасности Российской Федерации. В 2006 году он окончил Военно-воздушную академию.
Заслуженный военный лётчик Российской Федерации. Также награждён орденам Красной Звезды и Мужества, рядом медалей.